# Sextus Iulius Caesar (Konsul 91 v. Chr.)
Sextus Iulius Caesar (* vor 130 v. Chr.; † 90 oder 89 v. Chr. in Asculum) war ein Politiker der späten römischen Republik und vermutlich der Onkel des Diktators Gaius Iulius Caesar. Er bekleidete die Ämter des cursus honorum bis zum Konsulat und kämpfte im Bundesgenossenkrieg gegen die aufständischen Verbündeten Roms. Caesar schlug die Samniten und starb schließlich bei der Belagerung der Stadt Asculum.
Sextus Iulius Caesar wurde vor 130 v. Chr. als Sohn des römischen Patriziers Gaius Iulius Caesar geboren. Gaius Iulius Caesar, Praetor des Jahres 92 v. Chr. und Vater des gleichnamigen Diktators, war wohl sein Bruder. Der einflussreiche Lucius Iulius Caesar, der 90 v. Chr. Konsul war, und der Politiker, Redner und Tragödiendichter Gaius Iulius Caesar Strabo Vopiscus waren entfernte Verwandte (nach anderer Rekonstruktion Onkel). Die Familie der Iulii Caesares, die ihre Herkunft auf Iulus, den Sohn des Aeneas, und damit auf die Göttin Venus zurückführte, war während der unruhigen Zeiten nach den Reformversuchen der Gracchen und dem Aufstieg des Gaius Marius zu politischer Bedeutung gelangt. Die Karriere des mit Marius verschwägerten Sextus Iulius Caesar, die ihn bis zum Konsulat führte, war in diesem Zusammenhang keineswegs außergewöhnlich.
Über Caesars Jugend und den Beginn seiner politischen Laufbahn ist kaum etwas bekannt. Vermutlich bekleidete er die Ämter des cursus honorum in der vorgeschriebenen Reihenfolge und erreichte spätestens 94 v. Chr., vielleicht gemeinsam mit seinem etwa gleichaltrigen Verwandten Lucius, die Prätur. Anschließend war er wohl als Statthalter für die Verwaltung einer Provinz zuständig. Er kehrte jedenfalls vor 91 v. Chr. wieder nach Rom zurück und wurde für dieses Jahr zum Konsul gewählt. Es waren schwierige Zeiten für das römische Reich. Seine italischen Verbündeten hatten sich gegen die Vorherrschaft Roms erhoben und damit den Bundesgenossenkrieg ausgelöst, der vier Jahre lang andauern sollte und zunächst für die römische Seite alles andere als erfolgreich verlief. Sextus Iulius Caesar kämpfte gegen die aufständischen Samniten (Appian, Bürgerkriege 1, 48 schreibt ihm einen Sieg zu, bei dem er 8.000 Feinde getötet habe) und starb schließlich 90 oder 89 v. Chr. bei der Belagerung der Stadt Asculum. Sein gleichnamiger Sohn oder Enkel (die Historiker sind sich hier nicht ganz sicher) wurde später ein guter Freund Gaius Iulius Caesars.